# Sanguem
Il Sanguem era una festività romana, connessa con il mito di Cibele e di suo figlio Attis. Era celebrato tra il 15 e il 28 marzo. La celebrazione era di origine frigia, in quanto il culto di Cibele era stato importato da quella terra nel 204 a.C., ed era officiato da sacerdoti stranieri, detti galli.

## Canna intrat
Le celebrazioni iniziavano il 15 marzo, quando una processione, detta Canna intrat ("Entra la canna"), raggiungeva il tempio di Cibele sul Palatino. I partecipanti erano i "cannofori", che portavano al tempio fusti di canne, allo scopo di commemorare l'esposizione di Attis bambino in un canneto. Si ritiene che questa cerimonia sia collegata ad antichi rituali propiziatori della pioggia di àmbito agricolo.

## Arbor intrat
I sette giorni seguenti la Canna intrat venivano considerati di espiazione, ed erano noti come Castus Matris ("Digiuno della Madre").
Il 22 marzo avveniva la processione dell'Arbor intrat ("Entra l'albero"), celebrante la morte di Attis. Quel giorno si tagliava il pino, simbolo del dio, se ne fasciava il tronco con sacre bende di lana rossa, lo si ornava di viole e strumenti musicali e sulla sua sommità si ponevano le effigi del dio giovanetto. L'albero veniva portato dai "dendrofori" fino al tempio di Cibele, dove avveniva la commemorazione funebre di Attis.

## Sanguem
Il 24 marzo era il Sanguem, o anche Dies Sanguinis: iniziavano le cerimonie funebri e i fedeli culminavano il compianto per la morte di Attis.
L'arcigallo, il gran sacerdote, si tagliava le carni con cocci e si lacerava la pelle con pugnali per spargere sull'albero-sacro il sangue che usciva dalle ferite, in ricordo del sangue versato dal dio da cui nacquero le viole. Il gesto veniva imitato dagli altri sacerdoti, poi gli uomini che seguivano la scena iniziavano una danza frenetica e nell'eccitazione sguainavano le spade per ferirsi.
Il pino decorato veniva chiuso nel sotterraneo del tempio, da cui sarebbe stato rimosso l'anno successivo. La notte era poi passata nella veglia.

## Hilaria,RequetioeLavatio
Il giorno seguente, 25 marzo, il dio era risorto: si celebravano allora le feste chiamate Hilaria e per le strade vi erano cortei gioiosi. In epoca imperiale le celebrazioni prevedevano una processione della statua di Cibele.
Dopo un giorno di riposo, il Requetio, il 27 marzo giungeva il momento della Lavatio ("Abluzione") della statua di Cibele. La statua della dea, che recava incastonata nella testa la pietra giunta da Megalesia nel 204 a.C., veniva messa su un carro e portata fino al fiume Almone e spinta nel fiume: qui l'arcigallo lavava la statua, asciugandola e cospargendola di cenere. Canti e danze riaccompagnavano la statua al Palatino.

## Initium Caiani
L'Initium Caiani era la cerimonia di iniziazione ai misteri di Attis, che veniva praticata il 28 marzo.
L'iniziazione veniva praticata in un santuario frigio situato sul colle Vaticano, fuori dalle mura cittadine. Gli iniziandi consumavano un pasto negli strumenti musicali, cimbali e timpani. Poi veniva una processione, in cui veniva portato il "kernos", un cratere contenente dei lumi. Infine avveniva una ierogamia, in cui gli iniziati, identificandosi con Attis, celebravano le nozze mistiche con la dea Cibele.